# Перше афінське кладовище
Перший афінський цвинтар (грец. Πρώτο Νεκροταφείο Αθηνών) —перший облаштований некрополь міста Афіни, Греція.  місце поховання в місті Афіни. З тих пір, як він був побудований в 1834 році, він був місцем останнього спочинку багатьох важливих греків та іноземців. Має мистецько-історичне значення як оригінальний ансамбль багатьох мавзолеїв і надгробних скульптур часів грецького неокласицизму. Має статус історичної пам'ятки.

## Історія[1]
За часів Османської імперії православних християн у Греції ховали на церковних подвір’ях навколо культових місць. Неправославні християни, особливо іноземці, знайшли свій останній спочинок навколо церкви Святого Георгія в стародавньому храмі Гефеста та в монастирі капуцинів в Афінах. Тільки мусульман ховали не тільки навколо мечетей, а й на спеціально побудованих цвинтарях. З перенесенням столиці Греції, яка була незалежною з 1829 року, до Афін у 1833 році весь двір Оттона I та велика кількість баварських чиновників переїхав до міста. Новий мегаполіс приваблював тут багато художників і торговців з Егейського регіону та Західної Європи. Тепер численні католики вперше зібралися в перетвореному Текке на місці римської агори і отримали нову будівлю церкви в 1842–1844 роках з церквою св. Луки від Ганса Крістіана Хансена в Іракліоні. Церква Св. Павла в центрі Афін була побудована для англікан у 1838–1843 рр., а потім у 1853–1887 рр. — католицький собор Святого Діонісія за Лео фон Кленце в безпосередній близькості від університету.
Поховання православних греків навколо церков було заборонено царським указом 1834 року, кладовища для померлих перебували під наглядом міст і муніципалітетів. Нововведені правила поховання також вимагали, щоб кожне кладовище було не менше ста метрів від міського поселення. Для Афін було обрано місце за Ілісосом на південно-західному схилі пагорба Ардіттос, на схід від старого сполучення з Суніоном, за кілька сотень метрів від південного кордону поселення міста, у якому на той час проживало 4000 жителів. Коли вони планували Афіни в 1833 році, Едуард Шауберт і Стаматіос Клеантіс визначили територію на південь від міста для кладовища.
Цвинтар відкрито 1837 року і незабаром він став розкішним некрополем, де ховали відомих греків та іноземців. Некрополь розташований в центрі Афін за храмом Зевса Олімпійського та стадіоном Панатінаїкос, на початку вулиці Анапафсеос (тобто вулиця Вічного спокою). Цвинтар займає значну територію, озеленену кипарисами та соснами. На Першому афінському кладовищі діють три церкви. Головна з них — православна церква Святого Теодора, менша освячена на честь Святого Лазаря. Третя церква католицька. Існують також окремі місця для протестантів і юдеїв.
З того часу в планах міста з’явилося Афінське кладовище, найперший план самого кладовища походить від афінського міського архітектора Армодіоса Влаха у 1896 році. Ось центральна вісь від входу до центральної церкви Лазаря, де знаходяться могили  видатних людей, а також дві основні доріжки, що розгалужуються  у формі Y від пощі навколо  церкви, яка подібна до споруд великих європейських кладовищ, а саме до Пер-Лашез у Парижі. Про паркове планування кладовища можна лише здогадуватися з подальшого плану 1910 року. У період з 1859 по 1943 рік кладовище було розширено на пагорб на північний захід. Після того, як Храм Гефеста знову освятили як пам’ятку, на цвинтарі також поховали католиків (найстаріша збережена гробниця датується 1860 роком), і було створено близько 1880 окремих територій. для протестантів і євреїв.
Найбільш вражають гробниці Генріха Шлімана, розроблена компанією Ернста Ціллера, могила Іоанніса Песмазоглу, Георгіоса Аверофа та інші. Одна з найкрасивіших гробниць носить назву І Кімомені (Спляча красуня) роботи скульптора Яннуліса Халепаса з острова Тінос. Цвинтар знаходиться в муніципалітеті Афін і проголошений пам'яткою історії.

## Розташування
Доступ на ділянку ведеться з північного заходу у напрямку до міста і вхід через вхідну будівлю, побудовану в 1939 році Арісом Константинідісом та Андреасом Плумістоу. Одразу ліворуч знаходиться церква Св. Феодора, побудована між 1899 і 1901 роками за планами архітектора Армодіоса Влаха. Звідси веде спочатку досить широка головна вулиця, яка — схожа на хресну вулицю кладовища Керамікос у давнину — веде до церкви Святого Лазаря, обсадженої могилами визначних особистостей, яка вперше була збудована у 1840 р. нинішній формі 1859 року. За ним — візантійський оссуарій, спроектований архітектором Еммануїлом Лазарідісом у 1928 році. На південь від невеликої площі навколо церкви відгалужується доріжка, яка веде до католицької каплиці Св. Карла, яка була побудована в 1925 році. За межами найдавнішої частини, яка має майже прямокутну форму, площа була розширена на схід і південь. Протестантський цвинтар розташований на сході на схилі і відокремлений від решти території стіною. Сьогодні ним кожні чотири роки керують штати Данія, Німеччина, Нідерланди та Велика Британія. У південному кутку території цвинтаря розташований єврейський цвинтар, який сьогодні більше не діє.

## Видатні твори мистецтва
Багато могильних мавзолеїв є історично значущими зразками неокласицизму. Особливо відомий мавзолей Генріха Шлімана, виконаний Ернстом Ціллером, який спроектований як доричний храм з навколишнім фризом приблизно в пропорціях афінського храму Нікеса і домінує над вхідною зоною цвинтаря.
Скульптури на могилах в основному вирізали мармурові скульптори з Тіноса. Найвідомішою є скульптура лежачої Софії Афендакі роботи скульптора Джануліса Шалепаса, яка, як і багато скульптур на цвинтарі, знаходиться під впливом класицизму Антоніо Канови.
Іншими митцями, які створювали гробниці чи скульптури, були Лісандорс Кафтандзоглу, Іоанніс Вітсаріс, Лазарос Фіталіс, Георгіос Відаліс та Дімітріос Філліпотіс.

## Відомі поховання[1]
- Христос Бістіс (1939-2016), грецький боєць опору
- Сотирія Беллу (1921-1997), грецька співачка
- Христодулос I (1939–2008), архієпископ Афін і глава Грецької церкви
- Річард Черч (1784–1873), ірландський фігеллін і генерал грецької революції
- Адольф Фуртвенглер (1853–1907), німецький археолог
- Стеліос Казанцідіс (1931-2001), грецький співак
- Теодорос Колокотроніс (1770–1843), грецький борець за свободу в революції 1821 р.
- Александрос Кумундаурос (1817-1883), грецький політик
- Григоріс Ламбракіс (1912–1963), грецький політик
- Август К. Мерріам (1843–1895), американський класичний філолог, археолог і епіграфіст
- Алекос Панагуліс (1939–1976), грецький борець опору проти хунти, політик і поет
- Деміс Руссос (1946-2015), грецький співак
- Георгос Сеферіс (1900–1971), грецький поет, лауреат Нобелівської премії
- Андреас Сингрос (1830–1899), грецький банкір
- Іван Варвакіс (1745-1825), член Філікі Етерії
- Софія Вембо (1910–1978), грецька співачка
- Ернст Ціллер (1837–1923), німецько-грецький архітектор, дослідник будівництва та археолог
- Меліна Меркурі — грецька акторка, міністр культури Греції[2].
- Генріх Шліман — німецький археолог, відкривач Трої.
- Васіліс Цицаніс — композитор рембетики.
- Андреас Папандреу — прем'єр-міністр Греції.
- Алікі Вугуклакі — грецька акторка, співачка.
- Деметріос Фармакопулос — грецький художник.
- Теренс Генбері Вайт — британський письменник.
- Катіна Паксіну — грецька акторка.
- Гамфрі Дженнігз — кінорежисер.
- Йоргос Сеферіс — грецький поет, Нобелівський лауреат.
- Георгіос Папандреу — прем'єр-міністр Греції.
- Георгіос Авероф — грецький підприємець, філантроп.
- Андреас Міхалакопулос — прем'єр-міністр Греції.
- Жуль Дассен — кінорежисер.
- Константін Канаріс — грецький адмірал, борець за незалежність.
- Дукісса Фотара — грецька виконавиця лаїки та рембетики[3].
- Янніс Даліанідіс — грецький кінорежисер, піонер грецького мюзиклу[4].